# Pseudoloxops coccineus
Pseudoloxops coccineus är en insektsart som först beskrevs av Meyer-dür 1843.  Pseudoloxops coccineus ingår i släktet Pseudoloxops och familjen ängsskinnbaggar. Arten är reproducerande i Sverige. Inga underarter finns listade i Catalogue of Life.